# Şarkışla
Şarkışla est une ville et un district de la province de Sivas dans la région de l'Anatolie centrale en Turquie.

## Découpage administratif
Le district de Şarkışla est composé de 95 villages et de deux Belde.

### Belde
- Cemel
- Gürçayır

La ville de Şarkışla compte 12 quartiers.

### Quartiers
- Damlaca
- Esentepe
- Gültekin
- İstiklal
- Kale
- Kandemir
- Kayalıyokuş
- Pınarönü
- Sağır
- Yeni
- Yıldırım
- Yukarı

## Personnalités
- Aşık Veysel
- Muhsin Yazıcıoğlu
- Nebahat Albayrak